# Henryk z Ast
Henryk z Ast, Enrico d’Asti (ur. ?, zm. 1345?) – włoski duchowny katolicki, błogosławiony, męczennik Kościoła katolickiego,  w latach od 1339 do swojej śmierci około 1345 roku tytularny łaciński patriarcha Konstantynopola.

## Życiorys
24 listopada 1339 roku został nominowany tytularnym łacińskim Patriarchą Konstantynopola. Pełnił ten urząd do swojej śmierci około 1345 roku. Przez Kościół katolicki został uznany za błogosławionego. Zgodnie z tradycją miał ponieść męczeństwo w czasie odprawiania mszy świętej w Izmirze.